# Gleviner Straße (Güstrow)

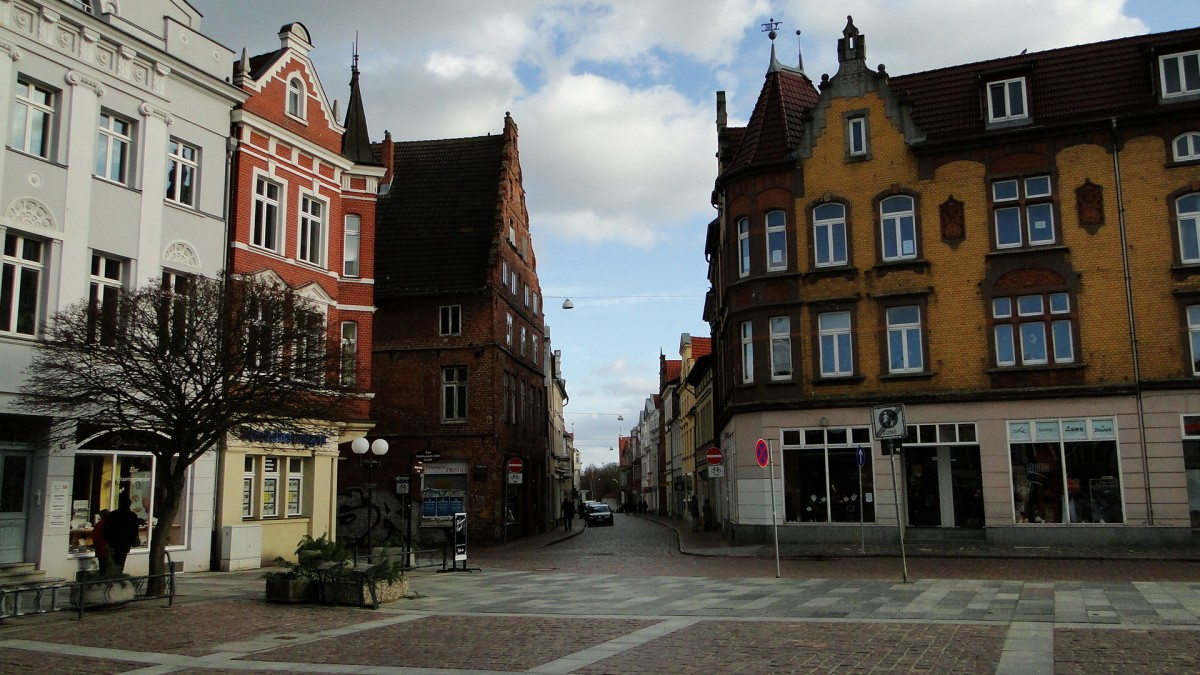
Gleviner Straße, Blick vom Markt

Die historische Gleviner Straße in Güstrow führt in der östlichen Altstadt in Nord-Süd-Richtung vom Markt und der Hollstraße bis zur Plauer Straße.

## Nebenstraßen

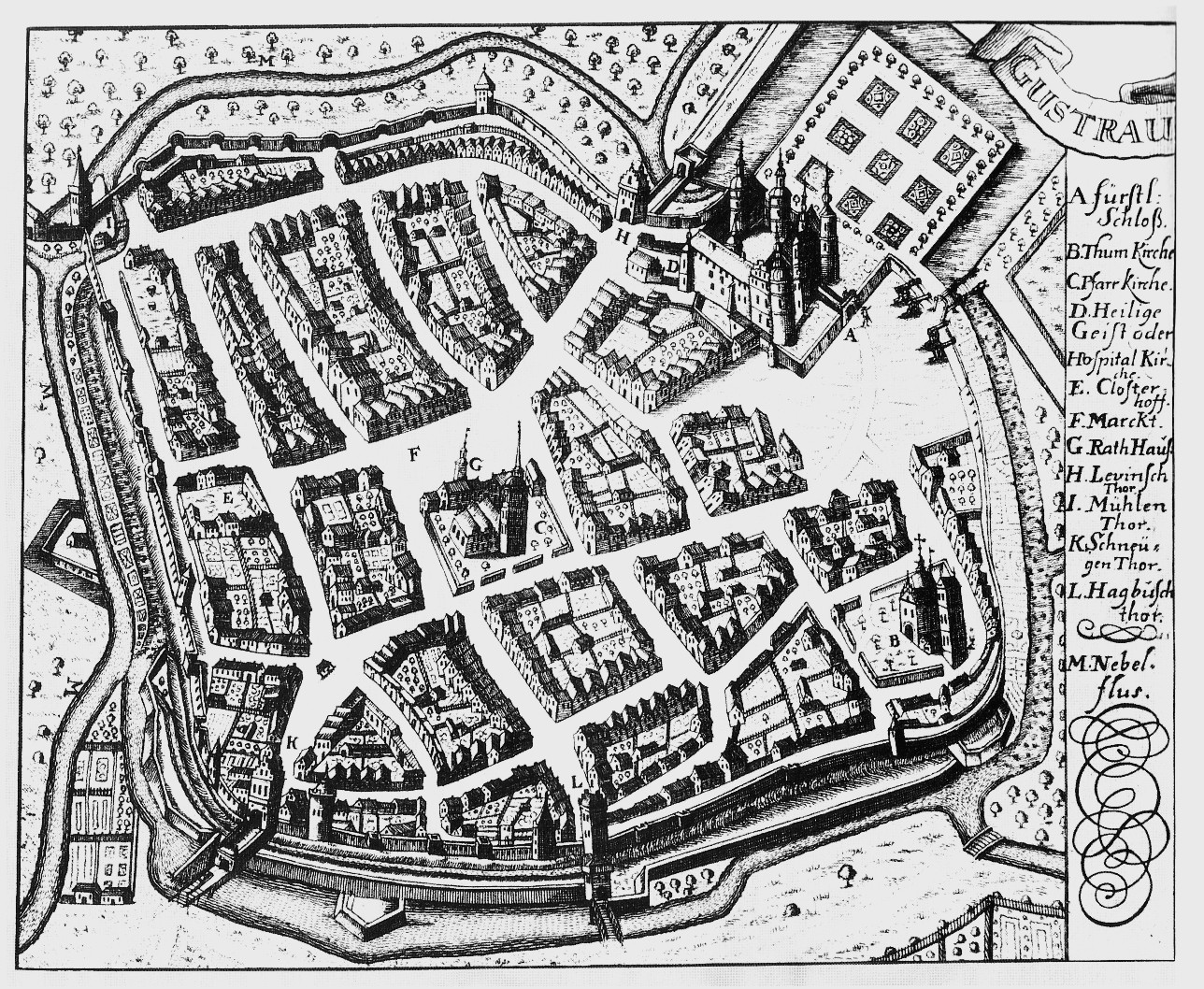
Güstrow 1706

Die Nebenstraßen und Anschlussstraßen wurden benannt als Markt, Hollstraße nach den dort siedelnden Holsteinern, Burgstraße nach der früheren Burg, Grepelstraße, Heiligengeistgang nach der 1308 erstmals erwähnten Heilig-Geist-Kapelle, Lange Straße auf Grund ihrer Länge, unbenannter Weg, unbenannte Straße und Plauer Straße, die nach Plau am See führt.

## Geschichte

### Name
Die Straße wurde benannt nach dem nicht erhaltenen slawischen Dorf Glevin an der Chaussee Richtung Neubrandenburg. 1296 kam das Dorf an ein Kloster und 1323 an Güstrow. Hier war Standort der Gleviner Burg aus dem 14. Jahrhundert, eine Befestigung zum Schutz der städtischen Besitzungen. Nach 1945 bis Anfang der 1950er Jahre hieß sie Stalinstraße.

### Entwicklung

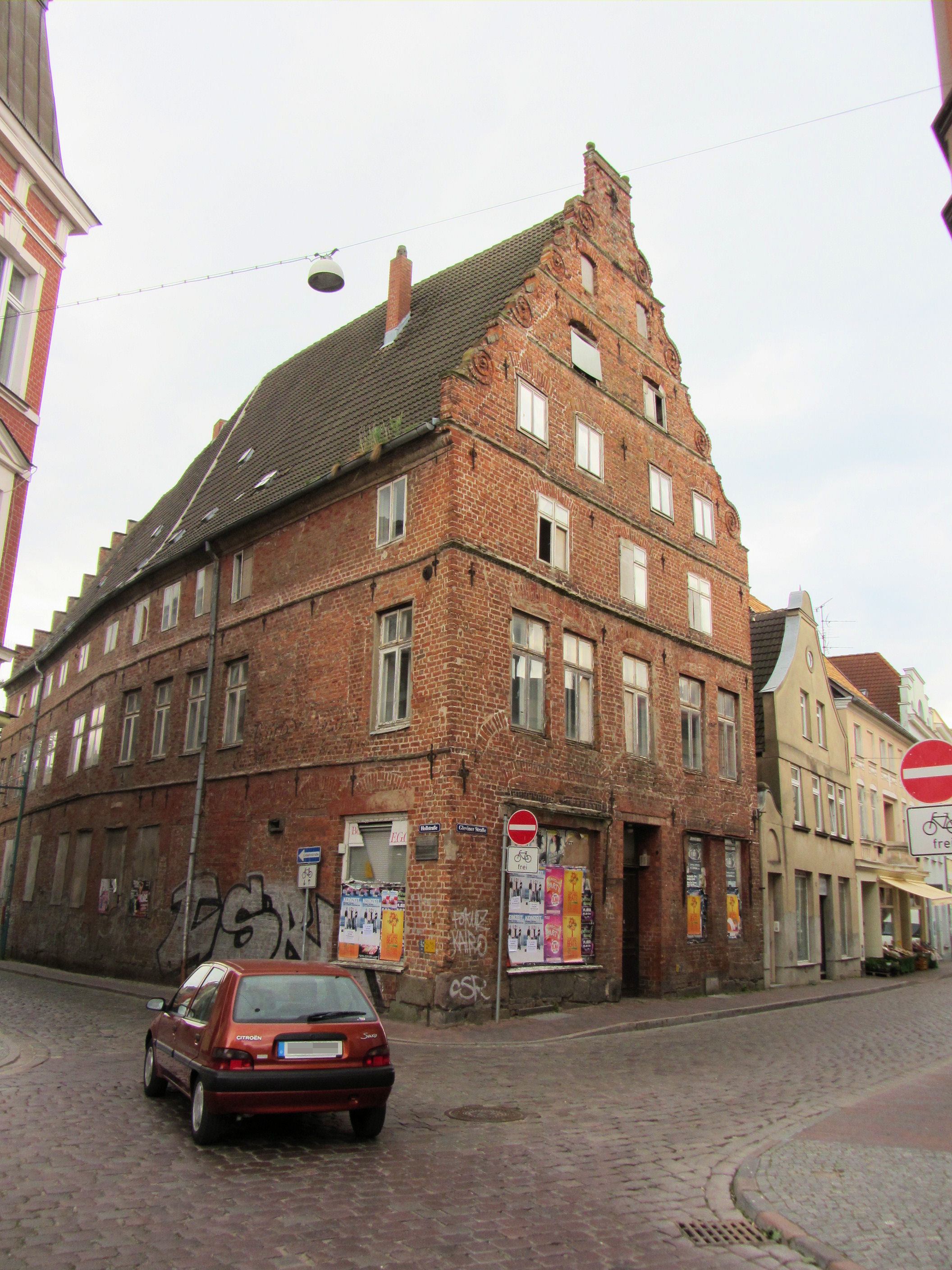
Nr. 1

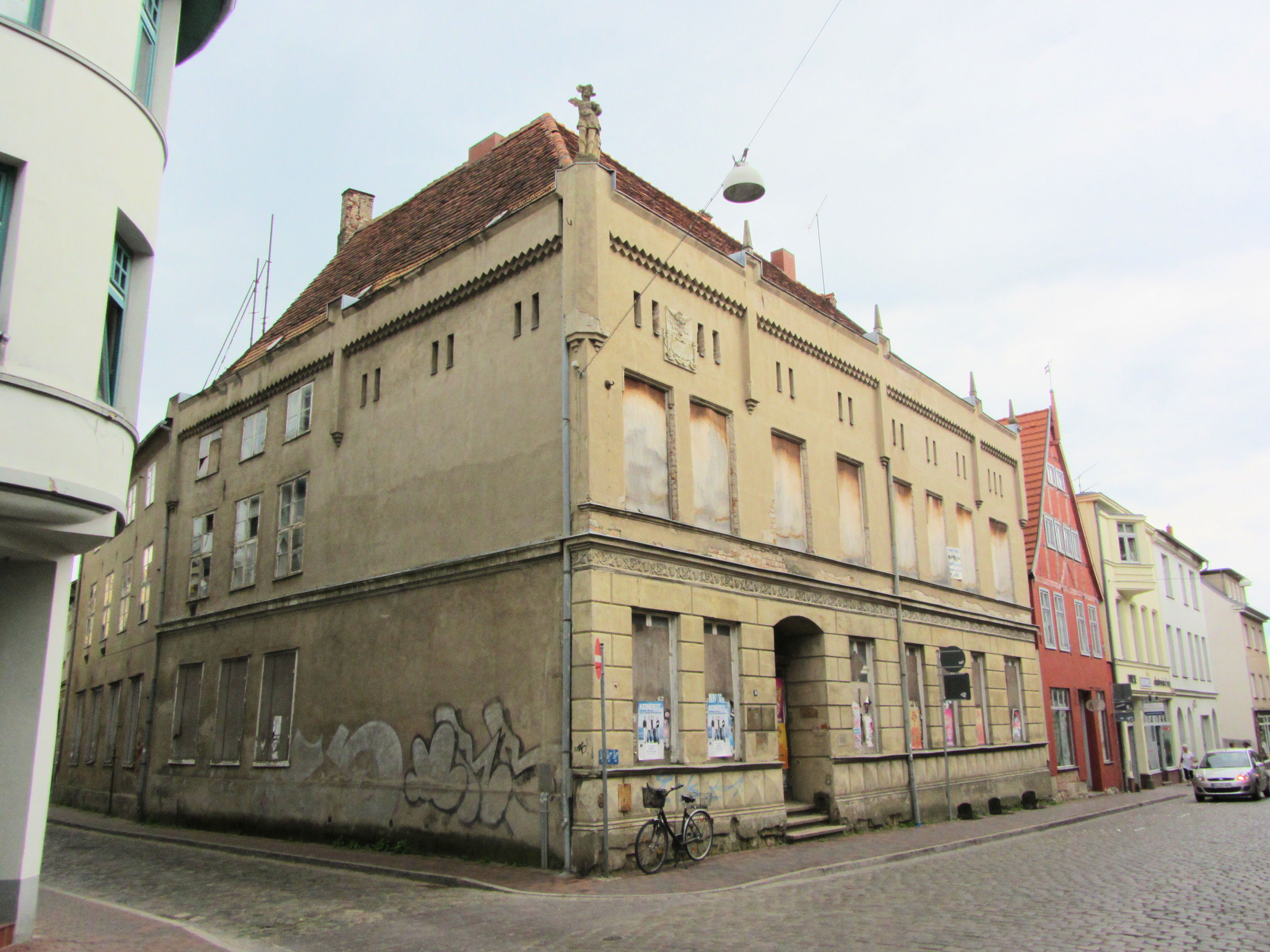
Nr. 10

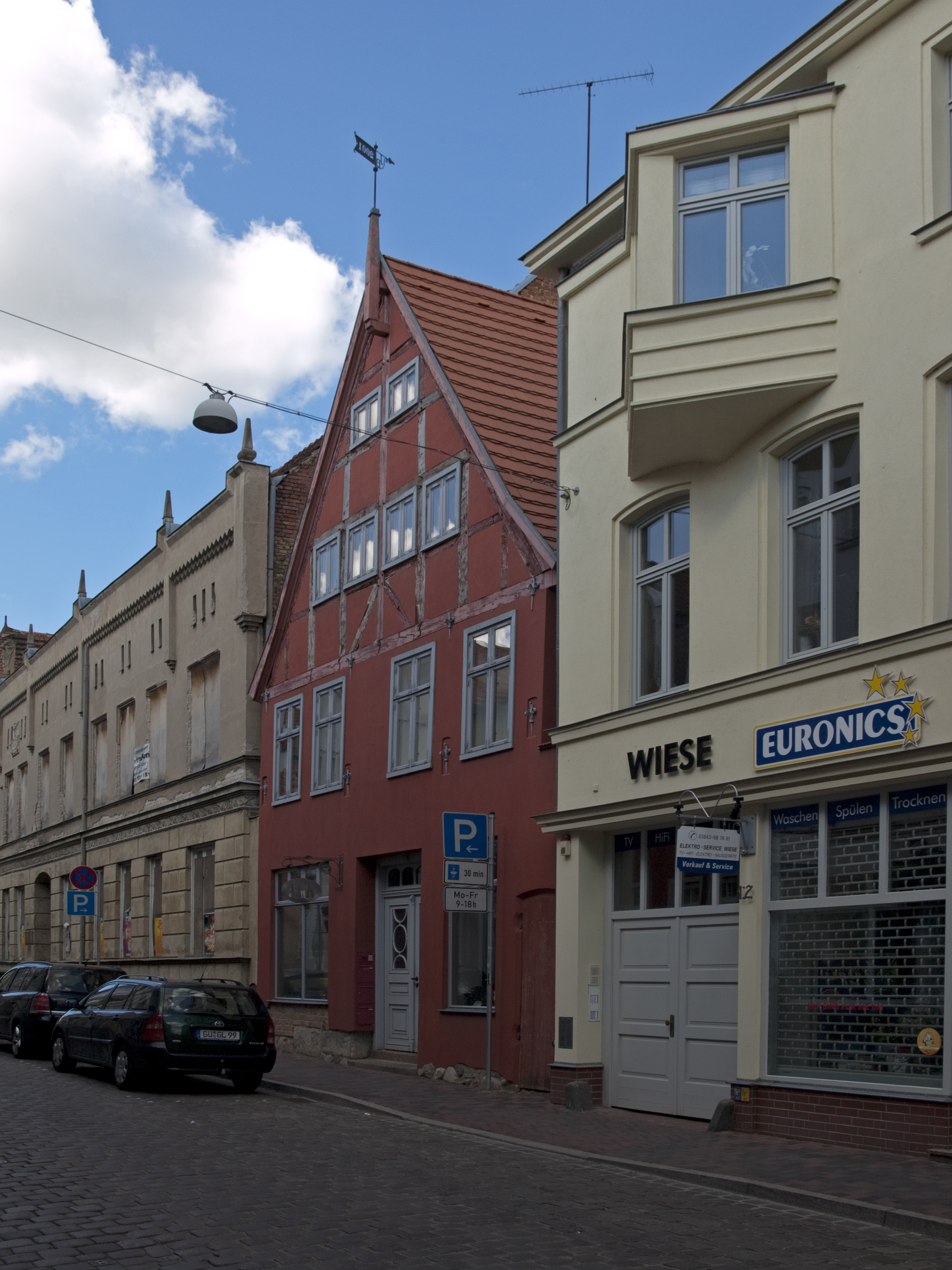
Nr. 11

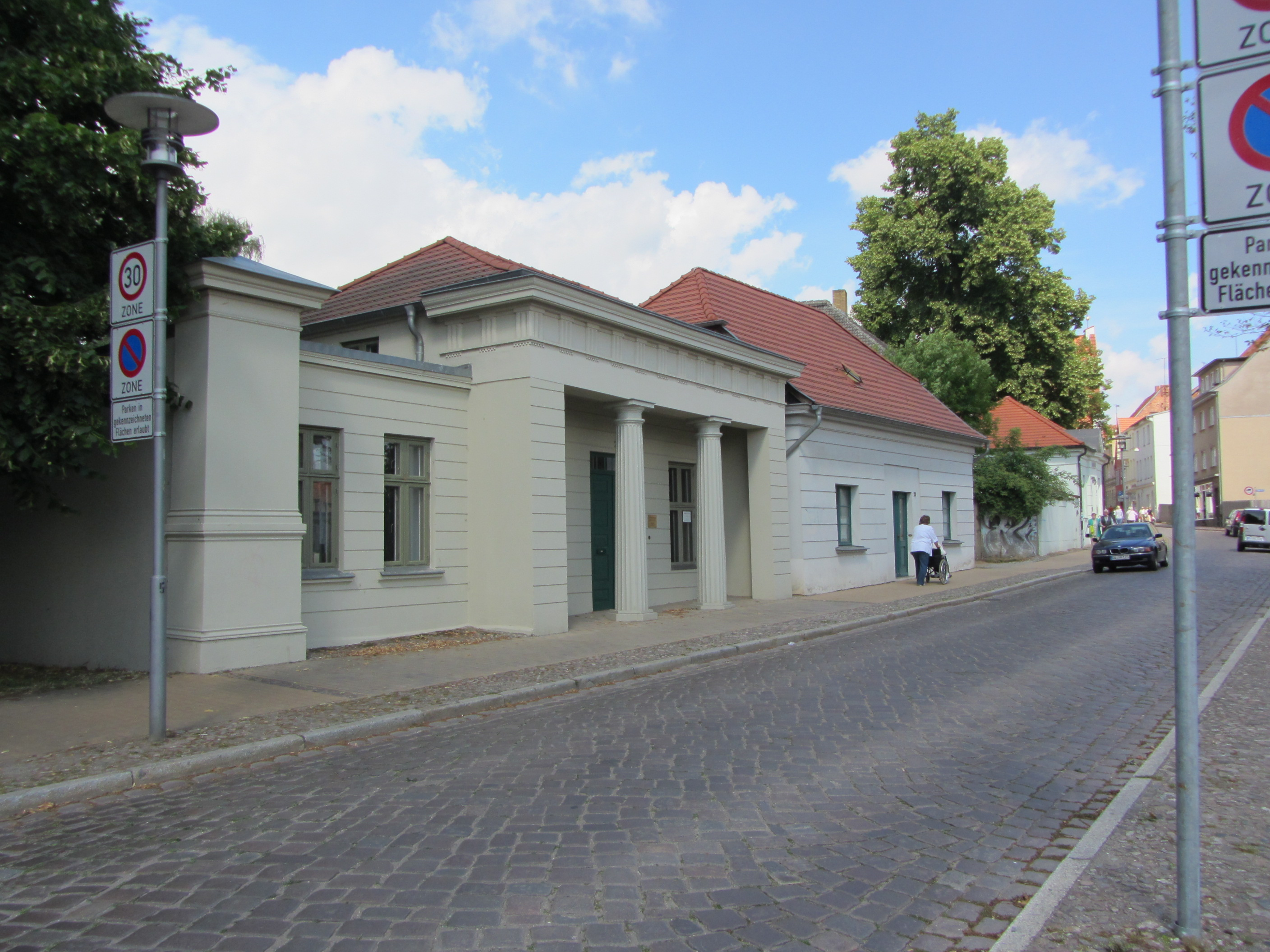
Nr. 19

Güstrow besteht seit etwa 1100 und war von 1229 bis 1436 sowie von 1556 bis 1695 Residenzstadt. Die slawische Burg und Schloss Güstrow prägten den Ort. Nach dem großen Stadtbrand von 1503 wurden viele Häuser neu erbaut.
Die zentrale, früher bedeutende Durchgangsstraße aus Richtung Krakow am See, Teterow, Plau am See und Goldberg führt östlich am Schloss und am Schlossgarten vorbei, deutlich erkennbar im Plan von 1706.
Das erste mittelalterliche Gleviner Tor als Teil der Stadtmauer Güstrow wurde 1786 wegen Baufälligkeit abgerissen; ein neues Tor stand hier von um 1800 bis 1904.
Bis 1990 und auch danach verschlechterte sich die Bausubstanz, verbunden mit zunehmendem Leerstand. Ab 1991 wurde die historische Altstadt als früheres Nationales Flächendenkmal und nun Modellstadt der Städtebauförderung saniert und so auch 2005/06 die Straße und viele Häuser.

## Gebäude, Anlagen (Auswahl)
An der Straße stehen zumeist zwei- bis dreigeschossige Häuser. Die mit (D) gekennzeichneten Häuser stehen unter Denkmalschutz.
- Markt Nr. 19: 3-gesch. Wohn- und Geschäftshaus von nach 1904 als Eckhaus mit zwei Zwerchgiebeln und 3/8 gerundeter Eckausbildung; das Dettman’sche Fachwerkhaus von nach 1503 brannte im April 1904 ab.

 Ostseite von Nord nach Süd
- Nr. 1: 3-gesch. Wohnhaus, unter dem Einfluss der Weserrenaissance,(D), 3-gesch. Giebel mit geradem Abschluss, Kurfürst und König August der Starke nächtigte hier zu Friedensverhandlungen, Kaufmannshaus saniert 2017/19
- Nr. 2: 2-gesch. Wohn- und Geschäftshaus als Giebelhaus, 2017 Brandschaden, 2020 saniert
- Nr. 3: ehemaliges Hintergebäude (D), 3-gesch. Vorderhaus 2017 abgebrannt
- Nr. 4: 3-gesch. Wohn- und Geschäftshaus als Giebelhaus, 2017 Brandschaden, 2020 saniert
- Nr. 6: 3-gesch. giebelständiges klassizistisches Wohnhaus im Kern aus dem 17./18. Jh. und 2-gesch. Fachwerk-Kemlade (D), Gedenktafel zur Übernachtung vom russischen Zar Peter I., der Große im Dezember 1712
- Nr. 7: 2-gesch. Wohn- und Geschäftshaus mit Hintergebäude (D)
- Nr. 10, Ecke Grepelstraße 17: 3-gesch. teilunterkellertes traufständiges Wohnhaus aus der Renaissance mit Inschrift „…Anno 1618“ und Sandsteinfigur sowie mit 3-gesch. Kemlade von um 1630 (D), ursprünglich ein Giebelhaus, ehemaliges kirchliches Stift Bethlehem bis Ende der 1990er Jahre, Haus mit Jugendstilelementen, nach Leerstand um 2016/17 mit Städtebaufördermitteln saniert[3]
  - Grepelstraße Nr. 17: 2-gesch. barockes Fachwerk-Wohnhaus mit Durchfahrt (D), saniert nach 2014
- Nr. 11: 2-gesch. Wohn- und Geschäftshaus (D), saniertes rotes Giebelhaus
- Nr. 13: Wohnhaus um 2014 abgebrochen
- Nr. 14: 2-gesch. ehemaliges Hotel Stadt Krakow mit Hintergebäude im desolaten Zustand (D), Abriss 1994
- Nr. 16, Ecke Lange Straße 26: 2007 Abriss des Eckgebäudes und 2015/16 Neubau eines 3-gesch. Wohn- und Geschäftshauses durch die WGG[4]
- Nr. 19 und 20: 1-gesch. klassizistisches Torhaus (D), Arkaden mit dorischen Säulen; heute mit Bäckerei, Bauherrenpreis 2008
  - Hier stand von um 1800 bis 1904 das Gleviner Tor mit einem hohen Torbogen und zwei seitlichen, 2-geschossigen Torbögen

 Westseite von Süd nach Nord
- Mühlbach
- Schlossgarten als Renaissancegarten
- Schloss Güstrow als Renaissancebauwerk mit Westflügel von 1558, Südflügel von um 1567/70, Nordflügel von 1591, Ostflügel von 1594 bis 1795 und Torhaus/Schlossbrücke von 1671, zuvor von 1307 bis 1557 Burg der Fürsten von Werle
- Nr. 22: 2-gesch. Wohnhaus (D) mit Walmdach; heute mit Praxis
- Heiligengeisthof Nr. 5: backsteingotische Heilig-Geist-Kapelle mit dem Norddeutschen Krippenmuseum; 1308 als Hospitalstiftung erwähnt, ab 1524 Kirche, 1824 bis 1973 Kapelle; wegen Baufälligkeit geschlossen, saniert von 2005 bis 2007 als Museum
- Sanierungskonzept Gleviner Straße 23–25: Wohnhäuser mit modernen Rückfassaden, umgebaut bis 2015 durch privaten Bauinvestor, gefördert durch Städtebaufördermittel[5]
  - Nr. 23: 3-gesch. spätklassizistisches verputztes Wohnhaus aus der zweiten Hälfte des 19. Jh. (D)
  - Nr. 24: 3-gesch. gründerzeitliches historisierendes Wohnhaus (D)
  - Nr. 25: 2-gesch. historisierendes (Neurenaissance) Wohnhaus mit geschweiften Giebelelementen
- Nr. 26: 3-gesch. Wohnhaus (D), Giebelhaus mit Treppengiebel, auch Büronutzung
- Nr. 27: 4-gesch. Wohn- und Geschäftshaus mit markantem Gesims, 1996 saniert durch die WGG
- Nr. 28: 2-gesch. barockes Wohn- und Geschäftshaus im Kern vom 16. Jh. (D), zeitweise Haus der ältesten Ratsapothekes, saniertes (um 1995) rotes Giebelhaus mit Zwerchgiebel
- Nr. 29: 2-gesch. Wohnhaus mit einem Wiener Café, Bauherrenpreis 2008
- Nr. 30: 3-gesch. klassizistisches Wohn- und Geschäftshaus (D), gegliedert durch zwei Pilaster, 1993 saniert von der WGG zum Bürohaus
- Nr. 31: 3-gesch. giebelständiges klassizistisches Wohn- und Geschäftshaus (D)
- Nr. 32: 2-gesch. Wohn- und Geschäfhaus, Backsteinfassade im Stil der Renaissance von um 1620 (D), 5-gesch. stark verzierter Treppengiebel, um 1628/31 war hier das Wallensteinsche Hofgericht
- Nr. 33: 2-gesch. neoklassizistisches Wohn- und Geschäftshaus mit kräftigem Kraggesims
- Nr. 34: 3-gesch. saniertes Wohn- und Geschäftshaus
- Nr. 35: 3-gesch. Wohn- und Geschäftshaus (D), um 1996 saniert
- Nr. 36: 3-gesch. Wohn- und Geschäftshaus (D)
- Nr. 37: 4-gesch. Wohn- und Geschäftshaus, ab 1918 war hier das Atelier des Malers Heinrich Wilke (1869–1952)

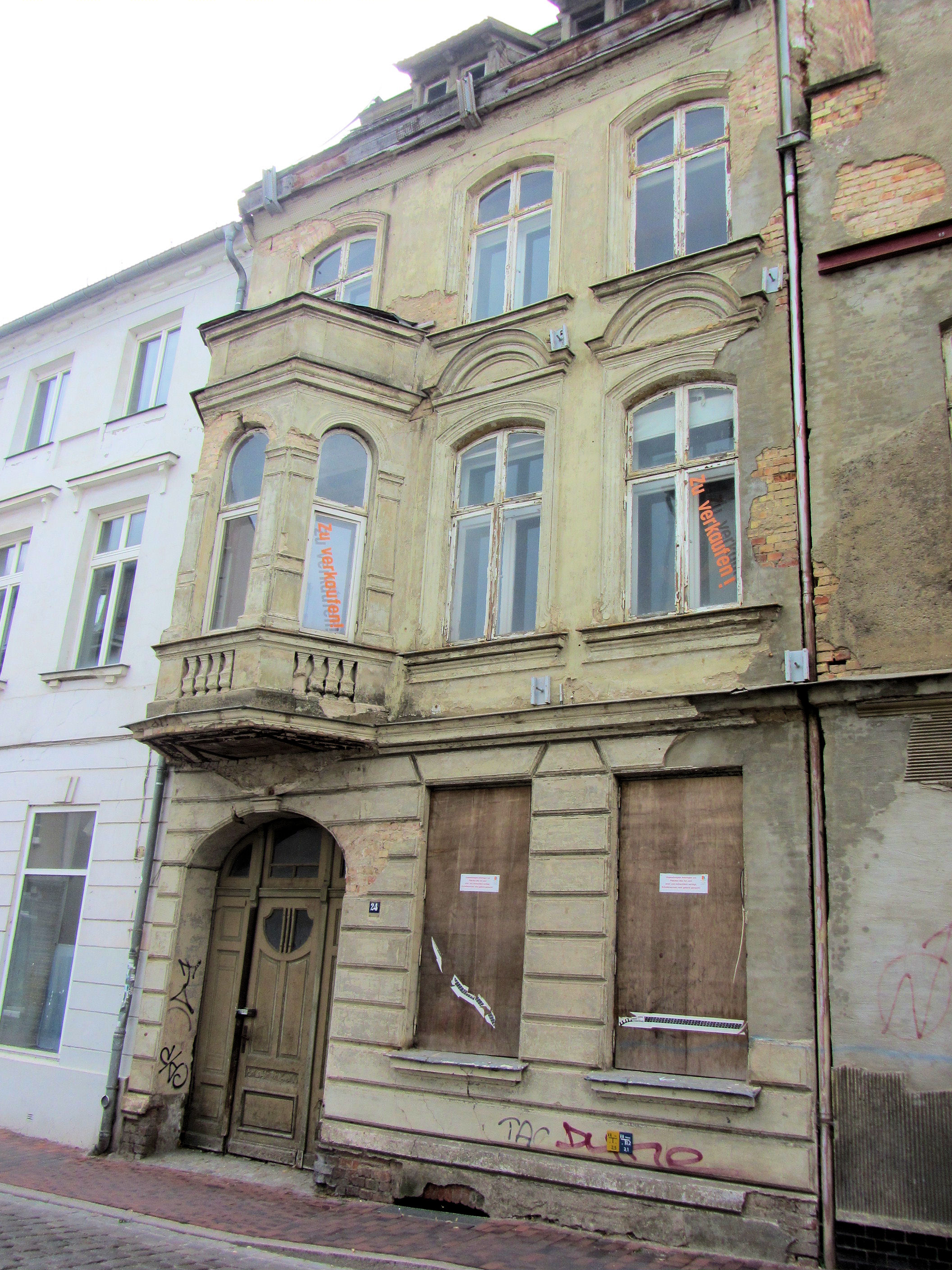
Nr. 24
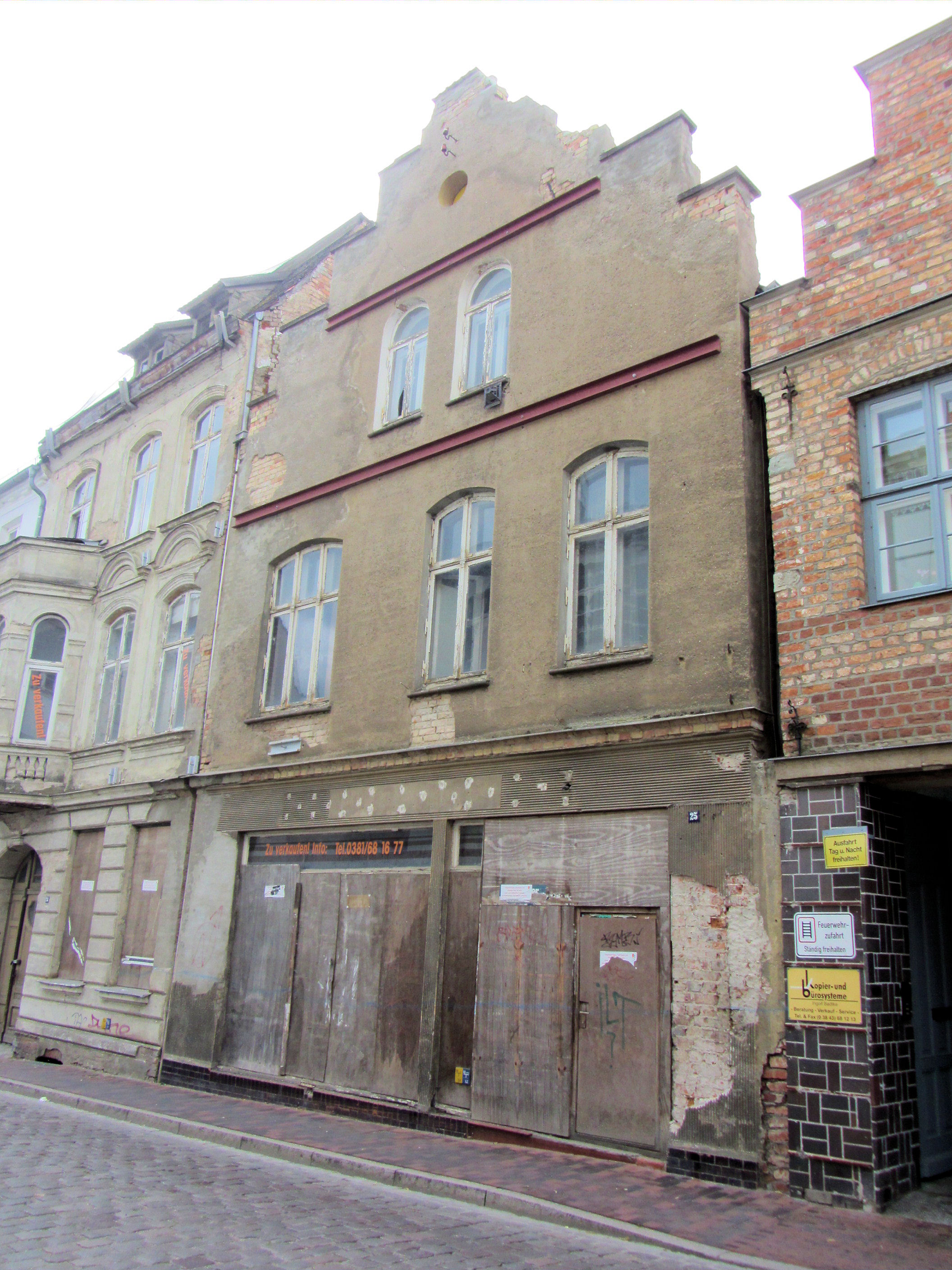
Nr. 25
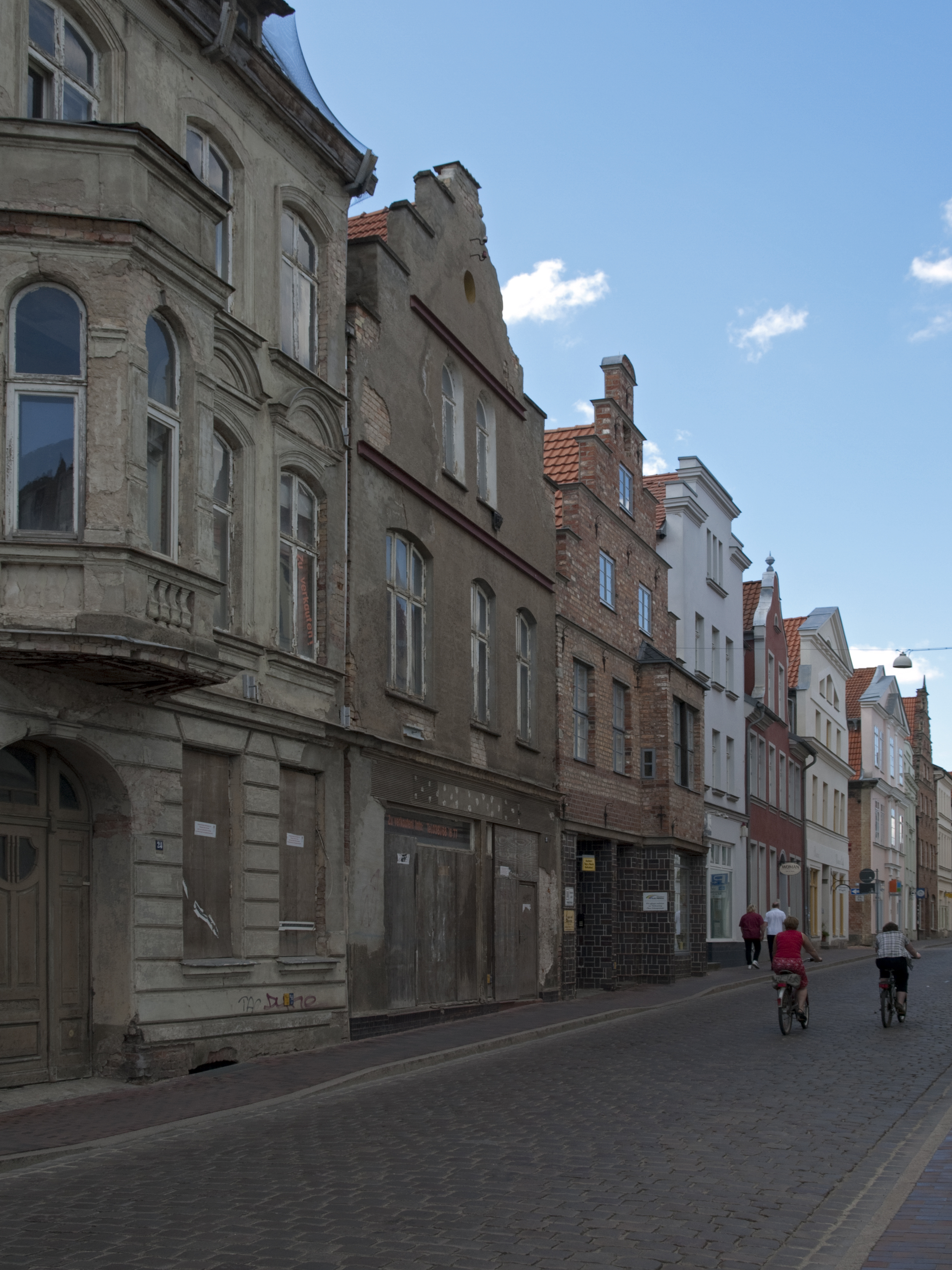
Nr. 25 bis 32
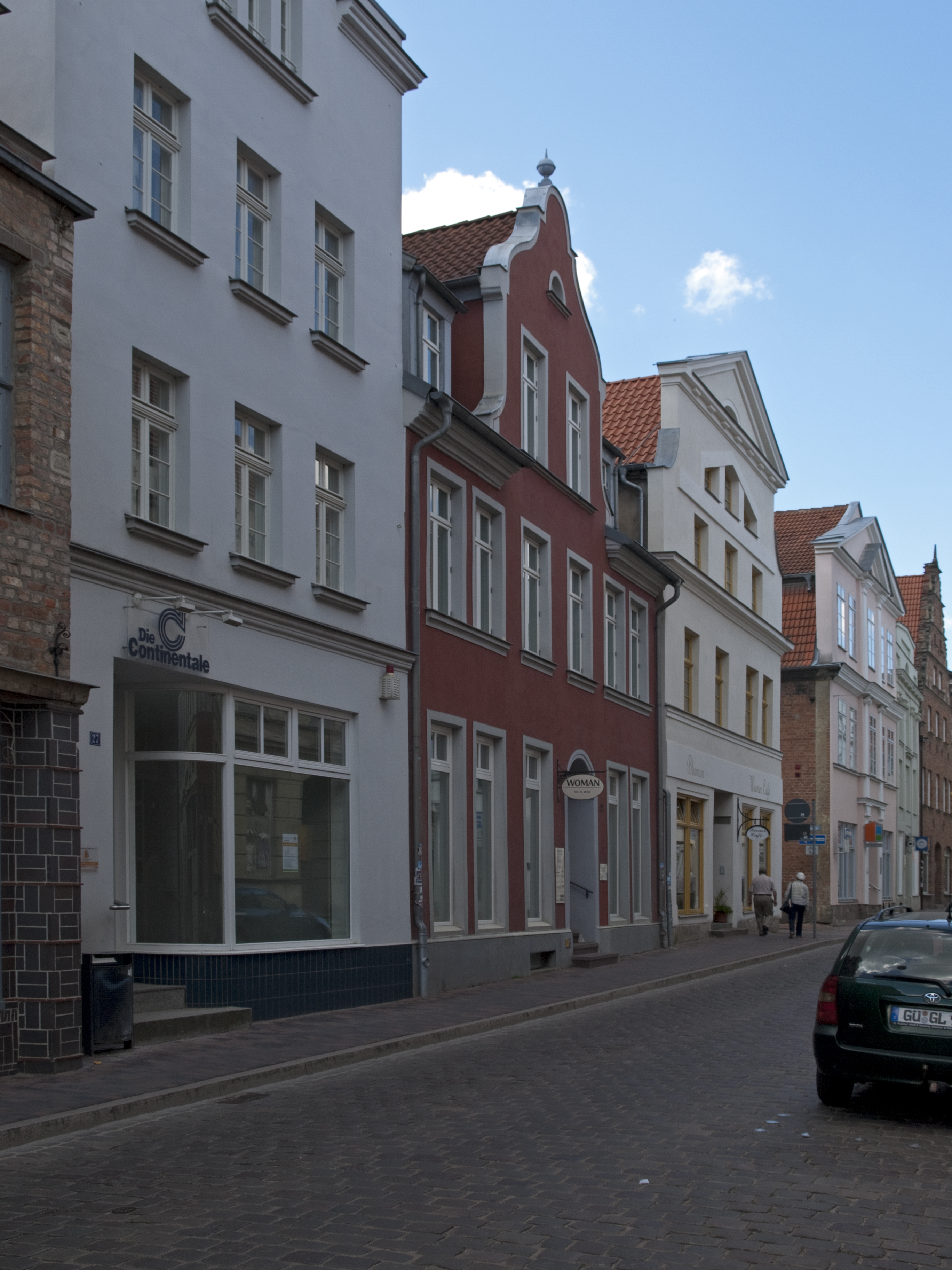
Nr. 24 bis 28
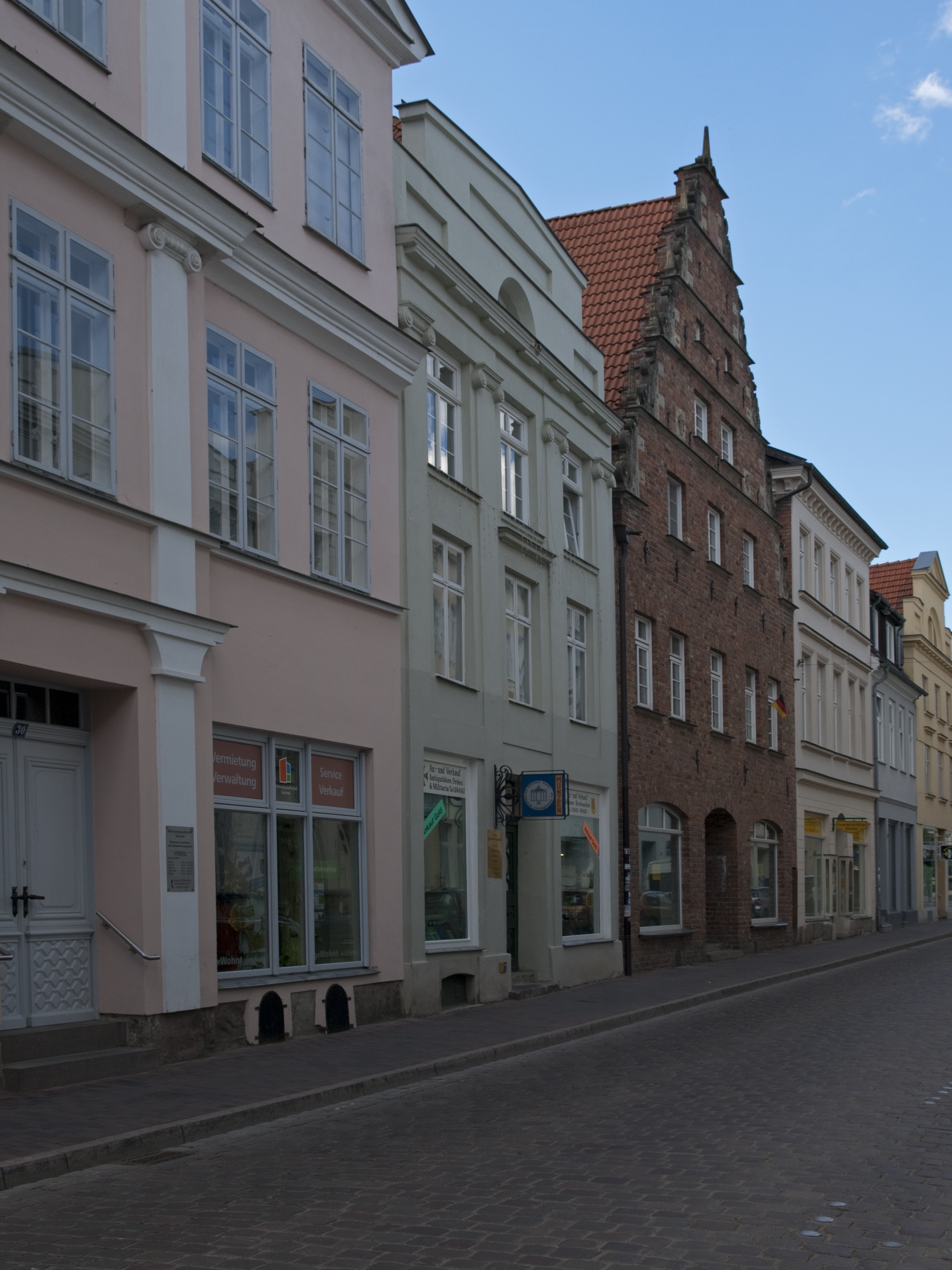
Nr. 30 bis 35
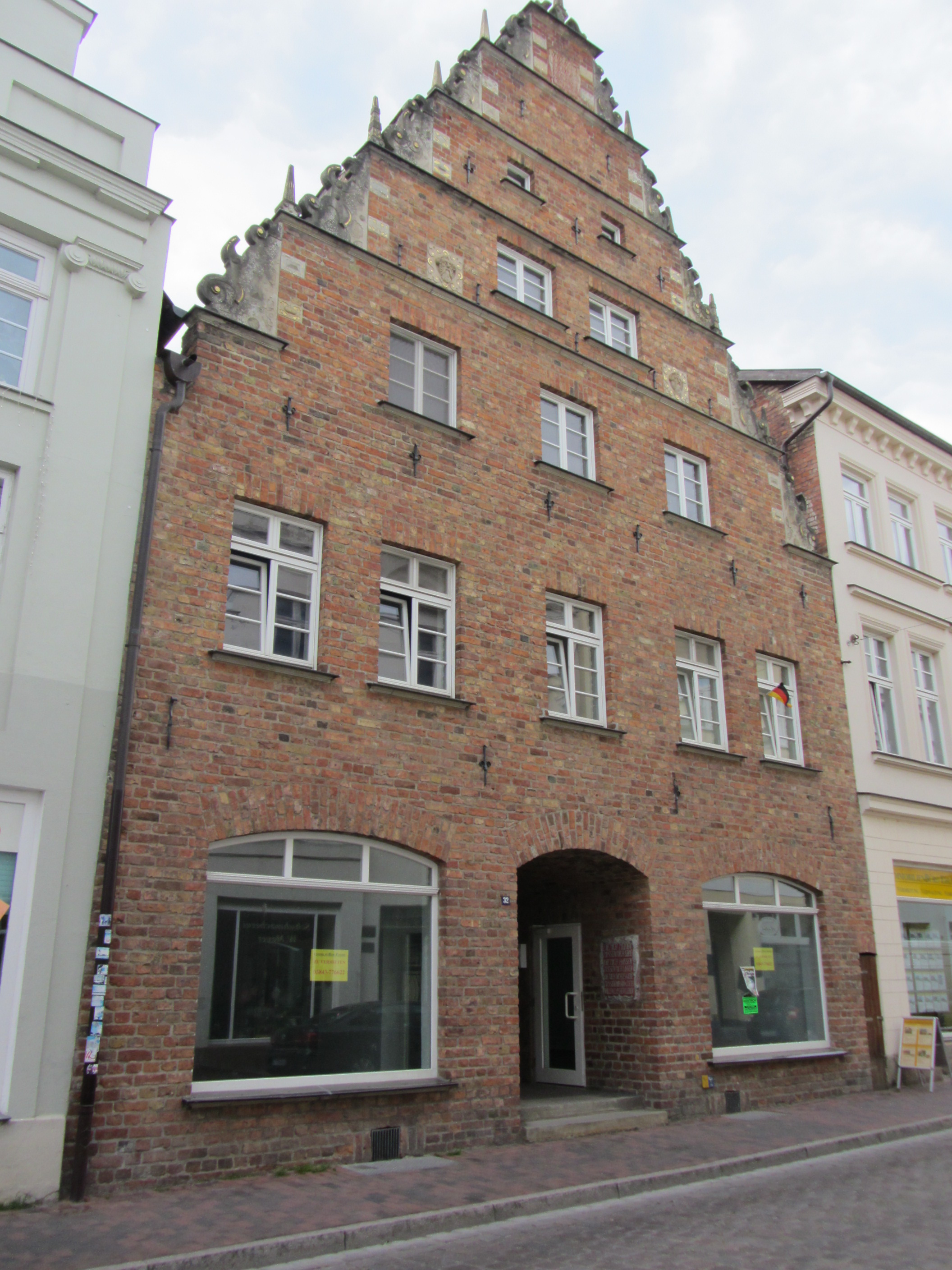
Nr. 32
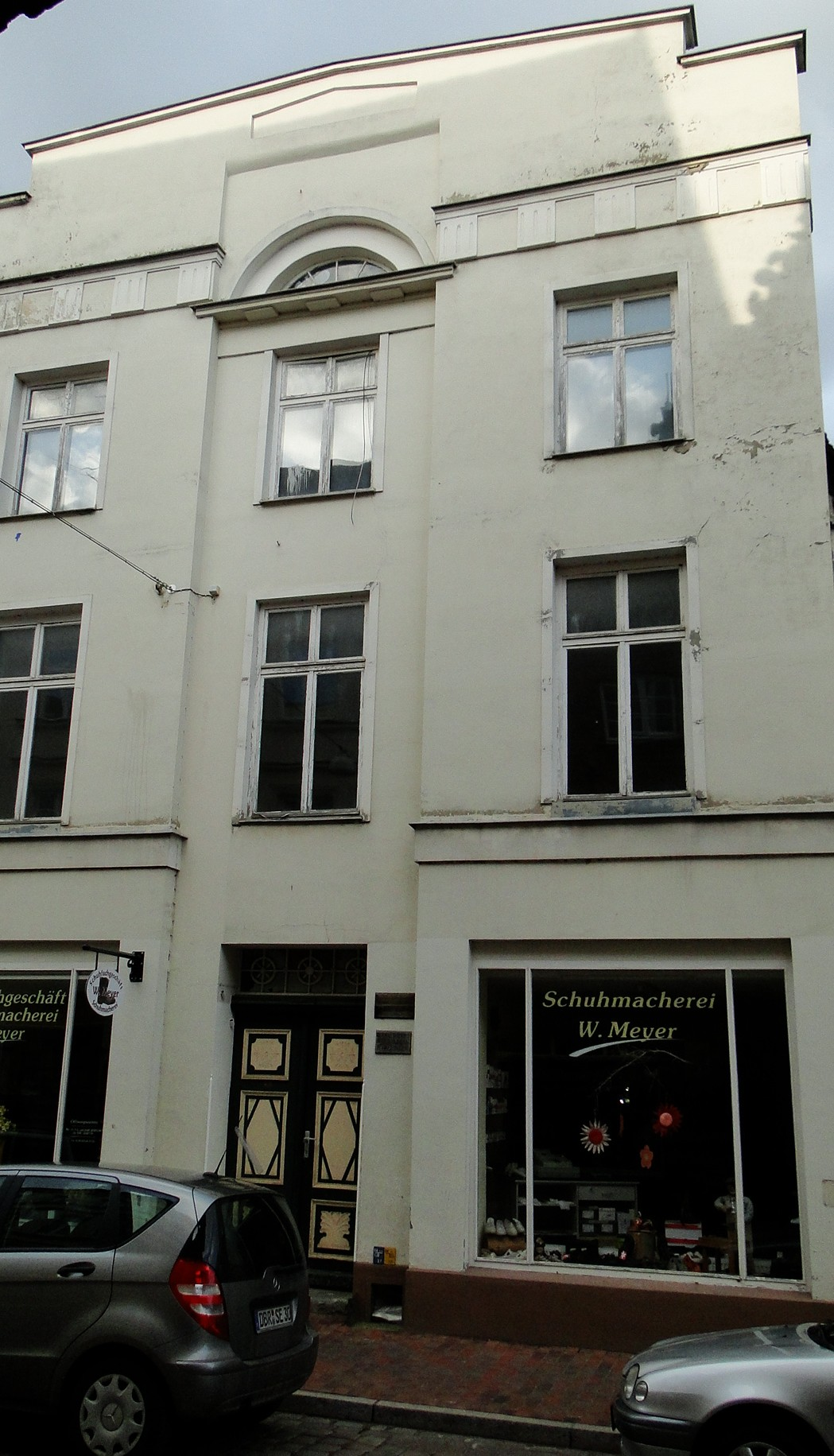
Nr. 31
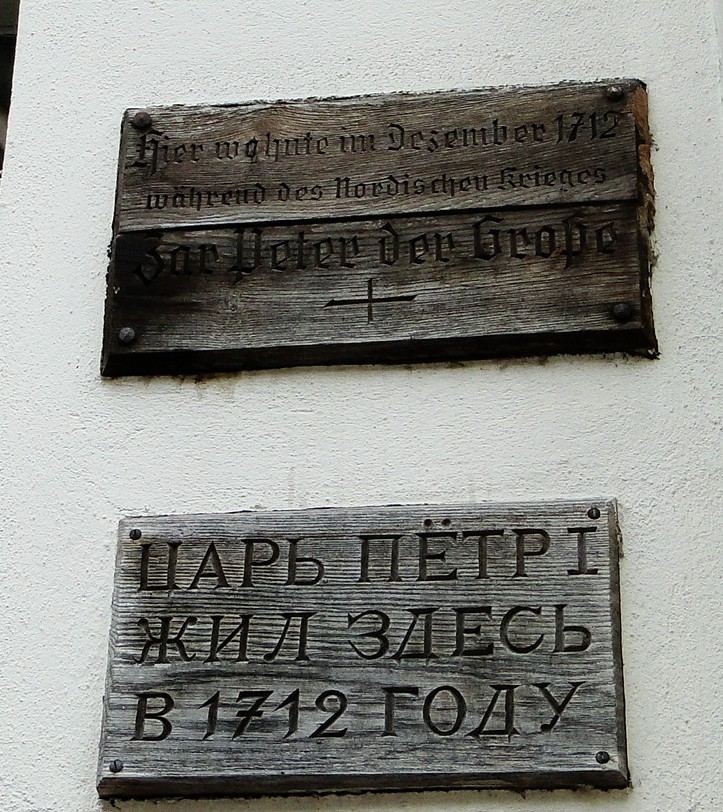
Nr. 6: Gedenktafel zur Übernachtung von Zar Peter I. der Große.